# Anna Mikolon
Anna Mikolon – polska pianistka, profesor sztuki.

## Życiorys
Absolwentka Akademii Muzycznej w Gdańsku (klasa prof. Bogdana Czapiewskiego i prof. Andrzeja Artykiewicza). W 2011 obroniła doktorat, a w 2016 uzyskała habilitację za książkę Specyfika pracy pianisty-korepetytora i płyty CD (Shakespeare Songs oraz Wybrane pieśni i arie) a w 2023 uzyskała tytuł profesora sztuki. Wieloletnia pianistka-korepetytorka solistów w Operze Bałtyckiej. Akompaniatorka podczas konkursów wokalnych: m.in. Belvedere Competition w Wiedniu (2014–2016). Współorganizatorka Międzynarodowego Festiwalu Wieczory Muzyczne w Sopocie. Nagrała kilkadziesiąt płyt (m.in. w wydawnictwach Acte Préalable i Soliton), w tym z utworami fortepianowymi Zygmunta Noskowskiego i Dmitrija Szostakowicza oraz z pieśniami m.in. Vincenzo Belliniego, Benjamina Brittena, Fryderyka Chopina, Stanisława Moniuszki i Giuseppe Verdiego.